# Fernando Nieve
Fernando Alexis Nieve, es un  pelotero de béisbol profesional nacido en Puerto Cabello, Carabobo, Venezuela, el 15 de julio de 1982, es lanzador de la Liga Venezolana de Béisbol Profesional para Los Leones del Caracas. Ha jugado en las Grandes Ligas (MLB) para la Houston Astros y los Mets de Nueva York y en la Liga de la Organización Coreana de Béisbol (KBO) para los Osos Doosan. Él es un lanzador derecho.

## Carrera del béisbol

### Astros de Houston

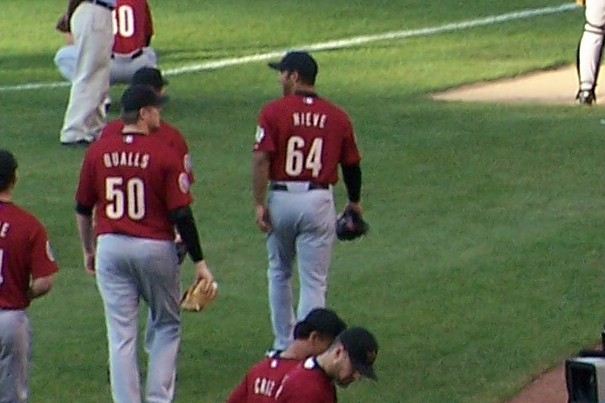
Nieve (64) Con los Astros en 2006.

Nieve fue firmado por los  Astros de Houston como agente libre aficionado en 1999. Después de dos temporadas en la Liga de Verano de Venezuela llegó a los EE. UU. para jugar en la liga de novatos Martinsville Astros. Era una Liga Tejana de las estrellas en 2005 con el Corpus Christi Hooks, cuando estaba 4-2 con una efectividad de 2.65 en 14 aperturas. Hizo su debut en Grandes Ligas con los  Astros de Houston el 4 de abril de 2006 contra los  Marlins de Florida. Hizo su primera apertura el 16 de abril contra los  Diamondbacks de Arizona y recogió su primera victoria el 2 de mayo contra los  Cerveceros de Milwaukee. Él fue 3-3 en 40 apariciones, 11 aperturas con los  Astros de Houston en 2006, con una efectividad de 4.20. Se perdió la temporada 2007 después de someterse a una cirugía Tommy John y volvió a aparecer en 11 partidos en el 2008, todos en relieve y como marca de 0-1 con una efectividad de 8.44.

### Mets de Nueva York
En marzo de 2009, Nieve fue reclamado en waivers por los  Mets de Nueva York y fue llamado al equipo de Grandes Ligas en junio, cuando el relevista JJ Putz fue colocado en la lista de lesionados. En 2010, debido a su temprana carga de trabajo, locutores de televisión  Mets comenzaron a referirse a él como "Nightly" Nieve. Fue designado para asignación el 23 de julio de 2010. Después de que él fue despedido por los  Mets se reincorporó a la organización y asentaron en los bisontes del búfalo rotación.

### Piratas de Pittsburgh
El 1 de diciembre de 2010, Nieve firmó un contrato de ligas menores con los  Piratas de Pittsburgh, que incluía una invitación a los entrenamientos de primavera. Fue liberado por los piratas el 22 de marzo de 2011.

### Vuelve a Astros de Houston
El 24 de marzo de 2011, Nieve recibió un contrato de ligas menores con los Astros de Houston. Fue puesto en libertad un mes más tarde.

### Doosan Bears
Después de haber sido otorgado su liberación por los  Astros de Houston el 27 de abril de 2011, Nieve firmó con los Osos Doosan en Corea del Sur.

### Los Angeles Dodgers
Él firmó un contrato de ligas menores con Los Angeles Dodgers en diciembre de 2011. Fue asignado a las AAA Albuquerque Isotopes. Hizo 25 aperturas para los isótopos y fue 7-9 con una efectividad de 5.96.

### Indios de Cleveland
Nieve era un invitado fuera del roster al campo de entrenamiento de primavera de Cleveland Indians en 2013. Su contrato fue comprado por los Cleveland Indians el 21 de abril de 2013. Fue designado para asignación el día siguiente sin hacer acto de presencia.

### Atléticos de Oakland
Nieve fue cambiado a los Oakland Athletics por consideraciones efectivo el 3 de agosto de 2013. Fue asignado a las AAA Sacramento River Cats. Se convirtió en agente libre el 1 de octubre. Él volvió a firmar el 18 de noviembre de 2013.

### Los Ángeles de Anaheim
El 13 de junio de 2014, Nieve firmó un contrato de ligas menores con Los Angeles Angels of Anaheim. El 4 de noviembre de 2014 es concedido como Agente libre

### Sugar Land Skeeters
Nieve firmó con los Skeeters Sugar Land para la temporada de 2015.

### Guerreros de Oaxaca
El 10 de abril de 2016, Nieve firmó con el Guerreros de Oaxaca de la Liga Mexicana de Béisbol.
El 23 de septiembre de 2016 Guerreros de Oaxaca liberan a RHP Fernando Nieve.

### En Venezuela
Comenzó su carrera con los Caribes de Anzoátegui en el año 2002. En 2010 pasó a las filas de los Navegantes del Magallanes. Luego, pasó al equipo Bravos de Margarita en 2013 en un cambio por el jardinero Frank Díaz y en noviembre de ese mismo año es traspasado a los Leones del Caracas en otro cambio que involucró al infielder Carlos Rivero.